# Cazadores-recolectores anatolios
Los cazadores-recolectores de Anatolia o AHG (del inglés:Anatolian Hunger-Gatherers) es un linaje arqueogenético distinto de humanos anatómicamente modernos, identificado por primera vez en un estudio de 2019, basado en los restos de un único individuo epipaleolítico encontrado en el centro de Anatolia, datado por radiocarbono hacia el 13.500 a. C. Una población relacionada con este individuo fue la principal fuente de la ascendencia de los posteriores agricultores neolíticos de Anatolia (también conocidos como primeros agricultores europeos), quienes junto con los cazadores-recolectores occidentales (WHG) y los euroasiáticos septentrionales antiguos (a través de los cazadores-recolectores orientales y/o pastores de la estepa occidental) son uno de los tres contribuyentes genéticos ancestrales actualmente conocidos de los europeos actuales.

## Introducción

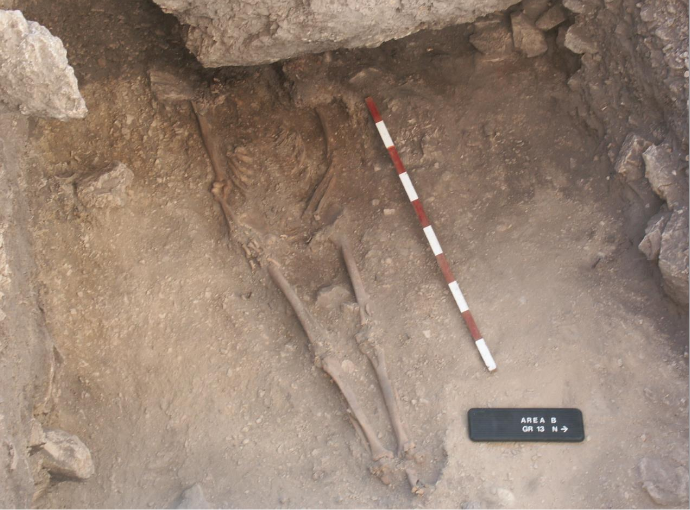
Restos del primer cazador-recolector de Anatolia descubierto. Fechado en 13.642-13.073 cal a. C.

La existencia de esta antigua población ha sido inferida a través del análisis genético de los restos de un hombre del sitio de Pınarbaşı (37°29'N, 33°02'E), en el centro de Anatolia, que ha sido datado en 13.642-13.073 cal a. C. Esta población está genéticamente diferenciada del resto de las poblaciones conocidas del Pleistoceno. 
Se ha descubierto que las poblaciones del neolítico de Anatolia (Agricultores Neolíticos de Anatolia) derivan la mayor parte de su ascendencia de los AHG, con un flujo genético menor de fuentes iraníes/caucásicas y levantinas, lo que sugiere que la agricultura fue adoptada in situ por estos cazadores-recolectores y no se propagó por difusión demográfica en la región. 
Los cazadores-recolectores de Anatolia comenzaron a practicar la agricultura alrededor del 8300 a. C.,Feldman, Michal; Fernández-Domínguez, Eva; Reynolds, Luke; Baird, Douglas; Pearson, Jessica; Hershkovitz, Israel; May, Hila; Goring-Morris, Nigel; Benz, Marion; Gresky, Julia; Bianco, Raffaela A.; Fairbairn, Andrew; Mustafaoğlu, Gökhan; Stockhammer, Philipp W.; Posth, Cosimo (31 de marzo de 2019). «Late Pleistocene human genome suggests a local origin for the first farmers of central Anatolia.». Nature Communications 10 (1): 1218. Bibcode:2019NatCo..10.1218F. ISSN 2041-1723. PMC 6425003. PMID 30890703. doi:10.1038/s41467-019-09209-7. en lugares como Çayönü. Vacas, ovejas y cabras pueden haber sido domesticadas primero en el sur de Turquía.«Where Did Agriculture Begin? In Turkey, 10,500 Years Ago». Haaretz (en inglés). Consultado el 14 de abril de 2023. Estos agricultores se trasladaron a Tracia (ahora Turquía europea) alrededor del 7000 a. C.Crow, Jim; Turner, Sam (December 2009). «Silivri and the Thracian hinterland of Istanbul: an historic landscape». Anatolian Studies (en inglés) 59: 167-181. ISSN 2048-0849. S2CID 140654503. doi:10.1017/S0066154600000958. hdl:20.500.11820/9c771426-2a7f-4d64-bdf6-73910a5e317f.

## Arqueogenética

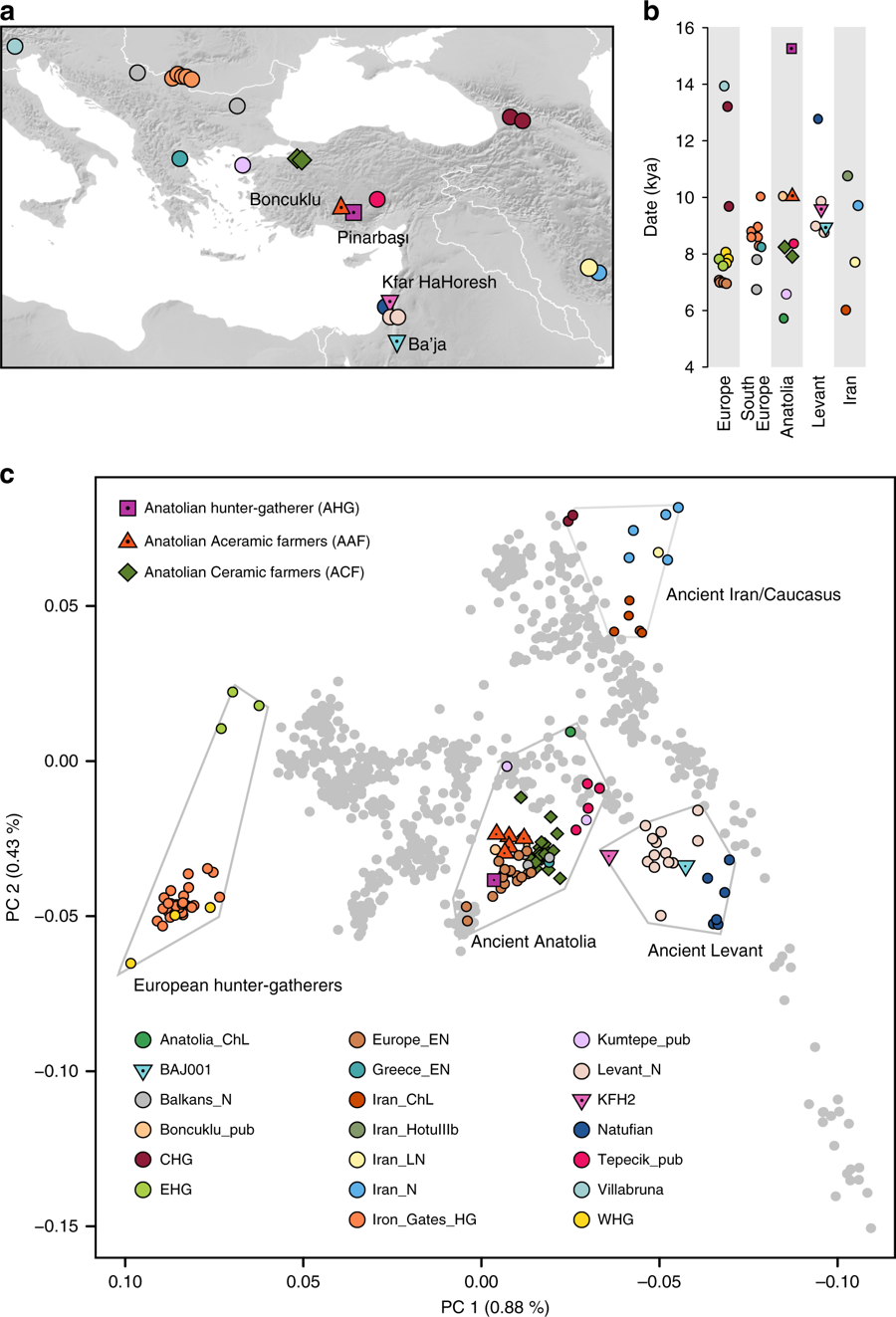
Análisis de componentes principales, ubicación y datación de los individuos analizados en Feldman et al. (2019). El PCA muestra las afinidades genéticas de los cazadores-recolectores de Anatolia con otras poblaciones antiguas.

A nivel autosómico, en el análisis de componentes principales (PCA) del individuo AHG analizado resulta estar cerca de dos poblaciones posteriores de Anatolia, los agricultores acerámicos de Anatolia (AAF) que datan de 8300-7800 a. C., y los agricultores ceramistas de Anatolia (ACF) que datan de 7000-6000 a. C. Estos primeros agricultores de Anatolia reemplazaron más tarde a las poblaciones de cazadores-recolectores europeos en gran medida, convirtiéndose en última instancia en la principal contribución genética a las poblaciones europeas actuales, especialmente las del Mediterráneo. Además, su posición en este análisis es intermedia entre los agricultores natufienses y los cazadores-recolectores occidentales (WHG). Este último punto se confirma por el análisis ADMIXTURE y qp-Adm y confirma la presencia de cazadores-recolectores de orígenes tanto europeos como del Cercano Oriente en Anatolia Central en el Pleistoceno tardío. Los individuos mesolíticos de los Balcanes, conocidos como cazadores-recolectores de Puertas de Hierro, son el grupo genéticamente más similar al linaje de los cazadores-recolectores de Anatolia. Feldman et al. sugieren que esta afinidad no se debe a un flujo genético de los AHG a los ancestros del clúster de Villabruna, sino al contrario: hubo un flujo genético de los ancestros del clúster de Villabruna a los ancestros de los AHG.
Los AHG divergieron de los cazadores-recolectores del Cáucaso hace alrededor de 25.000 años.[cita requerida]

### Marcadores uniparentales
El individuo analizado pertenece al haplogrupo C1a2 (C-V20) del cromosoma Y, que se ha encontrado en algunos de los primeros WHGs, y al haplogrupo mitocondrial K2b. Tanto las líneas paternas como maternas son raras en las poblaciones euroasiáticas actuales.